# IC 919
IC 919 је елиптична галаксија у сазвјежђу Велики медвјед која се налази на листи објеката дубоког неба у Индекс каталогу.
Деклинација објекта је + 55° 36' 12" а ректасцензија 13h 42m 56,5s. Привидна величина (магнитуда) објекта IC 919 износи 14,8 а фотографска магнитуда 15,8.